# Armada (jogador)
Adam Lindgren (28 de março de 1993), mais conhecido pelo seu nome artístico Armada, é um jogador profissional da série de jogos de luta crossover Super Smash Bros., natural da cidade de Gotemburgo, Suécia. Ele é considerado um dos maiores jogadores de Super Smash Bros. Melee de todos os tempos, sendo bicampeão do torneio Apex, tricampeão do Genesis, e bicampeão da Evolution Championship Series (EVO). Ele também é um dos "Cinco Deuses" do Melee, juntamente com Jason "Mew2King" Zimmerman, Joseph "Mango" Marquez, Juan "Hungrybox" DeBiedma e Kevin "PPMD" Nanney. Adam é o jogador de Melee com maior faturamento: foi calculado que o jogador já ganhou mais de trezentos mil dólares no total apenas torneios de Melee e mais de noventa mil dólares apenas em 2017, sendo considerado uma das pessoas que mais ganharam na cena competitiva do jogo. Ele também foi considerado o melhor jogador da modalidade singles (1 contra 1) entre 2011 e 2013, e o primeiro colocado do ranking SSBMRank entre 2015 e agosto de 2017. Ele também tem um canal bastante ativo no YouTube, com mais de 100 mil inscritos, bem como no twitch.tv, onde comenta e faz gameplay da série Smash Bros.
Armada anunciou sua aposentadoria dos singles de Melee em 2018. Ele costumava jogar com a personagem Peach e passou a usar Fox McCloud no início de 2015 para lidar com determinados adversários, chegando também a usar Young Link como um personagem secundário. Armada alcançou fama ao jogar exclusivamente com Peach, e ainda é considerado o melhor jogador de Peach do mundo por uma vasta margem. Ele também é considerado um dos melhores jogadores do mundo na modalidade de duplas, e é famoso por fazer parceria tanto com seu irmão Andreas "Android" Lindgren quanto com Jason "Mew2King". Outros apelidos dados pela comunidade para Armada são: "Swedish Sniper" (o Sniper Sueco) e "Action Replay Adam".

## Carreira de jogador profissional
Adam participou do seu primeiro torneio em 2003, ao competir no Swedish Nintendo Championship. Ele ganhou destaque em 2007, ao terminar em 4º lugar no The Renaissance of Smash 4, seu primeiro torneio nacional sueco. Sete meses depois, Armada terminou em 3º no Epita Smash Arena 2, o maior torneio da Europa na época, derrotando o japonês Masashi, antes de perder para Ryota "Captain Jack" Yoshida.
Em 2009, Armada havia se estabelecido firmemente como o jogador mais habilidoso da Europa e por isso decidiu viajar para o Genesis, um torneio realizado em Antioch, Califórnia, que contou com a presença dos melhores jogadores da maior, e mais proeminente, comunidade americana. Muitos americanos não esperavam que Armada se saísse bem, mas ele chocou os presentes ao chegar às finais do torneio, incomodando os principais jogadores americanos como Mew2King e Mango.  Armada acabou perdendo na grande final para Mango, mas o evento o estabeleceu como um candidato legítimo a melhor do mundo e foi o início da famosa rivalidade Armada x Mango.
A cada ano que passava, Armada se classificava cada vez mais alto nos torneios. Em julho de 2011, ele venceu o maior torneio da época, o GENESIS 2, derrotando o número um do ranking, Mango.  Adam permaneceu invicto em todo o mundo por dois anos até a EVO 2013, onde perdeu o título e o 1º lugar de volta para Mango.
Depois do Apex 2013, Armada anunciou o que viria a ser sua primeira aposentadoria do Melee competitivo, embora tenha retornado para competir no EVO 2013, onde ficou em 4º lugar, perdendo para PPMD por 0 a 2 no grupo dos vencedores e sendo eliminado por Mango também por 0 a 2 nas semifinais dos perdedores. Ele retornou à cena competitiva um ano depois, no BEAST, um torneio realizado em sua cidade natal de Gotemburgo, o qual ele ajudou a organizar.
Em 6 de novembro de 2014, ele se desvinculou da equipe profissional de jogos eletrônicos Empire Arcadia e se tornou patrocinado pela Alliance eSports.
Desde 2015, Armada parou de usar Peach exclusivamente, incluindo o personagem Fox nos seus torneios. Ele cita a habilidade de Fox em colocar pressão mental nos oponentes como uma razão para tal mudança. Armada foi o campeão da EVO 2015 de Melee, depois de derrotar Juan Hungrybox na final. Ao vencer a EVO, Armada recebeu o maior prêmio individual de Melee até então, no valor de U$19.000.
Com a vitória, o site Melee It On Me classificou Armada como o melhor jogador de Melee no SSBMRank de verão de 2015, à frente de seu compatriota William "Leffen" e o americano Mango.
Na The Big House 5, em Dearborn, Michigan, Armada e sua equipe européia, formada por seu irmão Android; o norueguês Widl; o britânico Professor Pro; e o alemão Ice, participaram de uma batalha contra as equipes regionais da SoCal, NorCal, Midwest, Canadá, Tri-State, Flórida e da Nova Inglaterra. Depois de uma vitória muito apertada contra a Midwest, e outra vitória sofrida contra o Canadá, a Europa enfrentou a SoCal, que era formada por Mango, Lucky, HugS, Westballz e MacD. Apesar de Armada ter tirado oito stocks (vidas) da SoCal, esta virou o jogo com Mango ganhando arrebatadoramente de Ice por dois stocks de diferença na batalha final.
No torneio de duplas, Armada e Android conquistaram o primeiro lugar, derrotando Mew2King e Hungrybox na grande final. No Top 16 do individual, Armada venceu o melhor jogador do México, Javi, por 3 a 0, o jogador de Fox, SFAT, também por 3 a 0, e Mew2King por 3 a 1, enfrentando Hungrybox na final dos vencedores, onde o venceu por 3 a 0 e novamente por 3 a 2 na grande final, fazendo uma dobradinha ao levar dois títulos para casa.
Armada continuou sua boa forma em torneios em 2016 e 2017, vencendo eventos como o Genesis 3, Dreamhack Winter 2016, Genesis 4 e a EVO 2017, bem como múltiplos eventos de duplas com seu parceiro e irmão Android. Ademais, Armada ganhou todas as quatro iterações da prestigiada série de torneios convidativos Smash Summit. Ao fazê-lo, ele se tornou o primeiro jogador de Melee a vencer a mesma série de torneios expressivos (majors), quatro vezes consecutivas. Armada foi classificado como o jogador número um do mundo no SSBMRank de final de ano em 2016 e no SSBMRank de Verão de 2017.
Armada possui recordes positivos contra todos os smashers que já jogou, com exceção de Captain Jack (0 a 2) e Silent Spectre (0 a 1). Ele também é o único smasher a ter um registro positivo sobre Mango (26 a 20). Ele só perdeu sets decisivos de torneios para apenas dez smashers diferentes desde que foi considerado um deus: Mango, PPMD, Mew2King, Leffen, Hungrybox, Amsah, Trifasia, Silent Specter, Swedish Delight e Plup. Adam também é o único deus que permanece no caminho de quatro smashers que precisam derrotá-lo para clamarem a conquista de terem derrotado todos os cinco deuses: Axe, Wobbles, Fly Amanita e Lucky. A colocação mais baixa de Armada em toda a sua carreira de Melee, excluindo torneios que ele desistiu ou não competiu seriamente, foi o 5º lugar tanto no Paragon Orlando 2015 quanto no Get On My Level 2016.
Armada aposentou-se novamente da competição individual de Melee em 18 de setembro de 2018, e pincela uma carreira em Super Smash Bros. Ultimate.

## Vida pessoal
Adam tem 10 irmãos, dois deles, Alexander "Aniolas" e Andreas "Android", também jogam Melee competitivamente. Ele havia trabalhado anteriormente como professor substituto em Gotemburgo, mas agora dedica seu tempo totalmente à competição profissional, também produzindo vídeos no YouTube e fazendo streamings no twitch.tv.

## Colocações em torneios

### Super Smash Bros.Melee
| Torneio                         | Data                                       | Colocação 1x1 | Colocação 2x2 | Parceiro     |
| ------------------------------- | ------------------------------------------ | ------------- | ------------- | ------------ |
| The Renaissance of Smash 4      | 3 a 6 de julho de 2007                     | 4º            | 4º            | Aniolas      |
| Epita Smash Arena 2             | 23 e 24 de fevereiro de 2008               | 3º            | 5º            | Aniolas      |
| SMASH ATTACK                    | 3 a 5 de abril de 2009                     | 1º            | 3º            | Aniolas      |
| Epita Smash Arena 3             | 11 e 12 abril de 2009                      | 1º            | 1º            | Aniolas      |
| GENESIS                         | 10 a 12 de julho de 2009                   | 2º            | 7º            | Aniolas      |
| Pound 4                         | 16 a 18 de janeiro de 2010                 | 4º            | 5º            | Aniolas      |
| Epita Smash Arena 4             | 26 e 27 de junho de 2010                   | 1º            | 1º            | Aniolas      |
| Apex 2010                       | 6 a 8 de agosto de 2010                    | 2nd           | 3rd           | Aniolas      |
| Smash Needs You                 | 10 a 12 agosto de 2010                     | 1º            | 1º            | Aniolas      |
| B.E.A.S.T                       | 7 a 9 de janeiro de 2011                   | 1º            | 1º            | Aniolas      |
| Pound V                         | 19 a 21 de fevereiro de 2011               | 2º            | 1º            | Mew2King     |
| GENESIS 2                       | 15 a 17 de julho de 2011                   | 1º            | 4º            | Aniolas      |
| B.E.A.S.T II                    | 11 a 14 de agosto de 2011                  | 1º            | 1º            | Aniolas      |
| Apex 2012                       | 6 a 8 de janeiro de 2012                   | 1º            | 1º            | Mew2King     |
| Epita Smash Arena 5             | 20 a 23 de abril de 2012                   | 1º            | 1º            | Ice          |
| Smashers' Reunion: Melee Grande | 13 a 15 de julho de 2012                   | 1º            | 1º            | Ice          |
| King Funk's Castle II: Måske    | 4 a 7 de outubro de 2012                   | 1º            | 1º            | Aniolas      |
| hf.lan 4                        | Dia primeiro e 2 de dezembro de 2012       | 1º            | 1º            | Overtriforce |
| Apex 2013                       | 11 a 13 de janeiro de 2013                 | 1º            | 1º            | Mew2King     |
| EVO 2013                        | 12 a 14 de julho de 2013                   | 4º            | 4º            | Android      |
| Apex 2014                       | 17 a 19 de janeiro de 2014                 | —             | 4º            | Ice          |
| B.E.A.S.T 4                     | 12 a 16 de fevereiro de 2014               | 2º            | 1º            | Aniolas      |
| Avalon III                      | 8 de março de 2014                         | 1º            | 1º            | Aniolas      |
| Smash Ain't Dead 3              | 15 de março de 2014                        | 1º            | —             | —            |
| Smash or DI                     | 3 de maio de 2014                          | 1º            | 1º            | VA           |
| Republic of Fighters 3          | 17 e 18 de maio de 2014                    | 2º            | 1º            | Ice          |
| SKTAR 3                         | 31 de maio e primeiro de junho de 2014     | 4º            | 1º            | Mew2King     |
| Super SWEET                     | 7 e 8 de junho de 2014                     | 1º            | 1º            | Mew2King     |
| SSS Lock-In                     | 14 e 15 de junho de 2014                   | 1º            | 1º            | Mew2King     |
| MLG Anaheim 2014                | 20 a 22 de junho de 2014                   | 2º            | 1º            | Mew2King     |
| CEO 2014                        | 27 a 29 de junho de 2014                   | 1º            | 1º            | Mew2King     |
| Kings of Cali 4                 | 5 e 6 de julho de 2014                     | 2º            | 1º            | Mew2King     |
| EVO 2014                        | 11 a 13 de julho de 2014                   | 3º            | 9º            | Aniolas      |
| COMEBACK I                      | Dia primeiro a 3 de agosto 2014            | 1º            | 2º            | C            |
| Shadowloo Showdown V            | 29 a 31 de agosto de 2014                  | 1º            | 1º            | Syke         |
| Hit & Stun Tournament 2         | 6 e 7 de setembro de 2014                  | 1º            | 1º            | Trif         |
| The Shape of Melee to Come 5    | 27 de setembro de 2014                     | 1º            | 1º            | Duck         |
| The Big House 4                 | 4 e 5 de outubro de 2014                   | 4º            | 1º            | Mew2King     |
| Justice 4                       | 11 de outubro de 2014                      | 1º            | 1º            | Hax          |
| DrommeLAN 4.0                   | 7 a 9 de novembro de 2014                  | 1º            | 1º            | Android      |
| Avalon VI                       | 29 de novembro de 2014                     | 1º            | 1º            | Marc         |
| B.E.A.S.T 5                     | 9 a 11 de janeiro de 2015                  | 2º            | 1º            | Android      |
| Paragon 2015                    | 17 e 18 de janeiro de 2015                 | 5º            | 4º            | Mew2King     |
| Apex 2015                       | 30 January e primeiro de fevereiro de 2015 | 2º            | 2º            | Android      |
| CEO 2015                        | 26 a 28 de junho de 2015                   | 2º            | 1º            | Shroomed     |
| EVO 2015                        | 17 a 19 de julho de 2015                   | 1º            | 2º            | Ice          |
| DreamHack London 2015           | 19 e 20 de setembro de 2015                | 1º            | —             | —            |
| The Big House 5                 | 2 a 4 de outubro de 2015                   | 1º            | 1º            | Android      |
| Smash Summit                    | 5 a 8 de novembro de 2015                  | 1º            | 2º            | Mew2King     |
| DreamHack Winter 2015           | 26 a 28 de novembro de 2015                | 2º            | 3º            | Android      |
| GENESIS 3                       | 15 a 17 de janeiro de 2016                 | 1º            | 1º            | Mew2King     |
| Battle of the Five Gods         | 17 a 19 de março de 2016                   | 3º            | —             | —            |
| Smash Summit 2                  | 21 a 24 de abril de 2016                   | 1º            | 1º            | Mew2King     |
| Get On My Level 2016            | 20 a 22 de maio de2016                     | 5º            | 4º            | Shroomed     |
| WTFox 2                         | Primeiro a 3 de julho de 2016              | 2º            | 1º            | Mew2King     |
| EVO 2016                        | 15 a 17 de julho de 2016                   | 2º            | —             | —            |
| Heir 3                          | 19 a 21 de agosto de 2016                  | 1º            | 1º            | Android      |
| The Big House 6                 | 7 a 9 de outubro de 2016                   | 2º            | 2º            | Android      |
| Canada Cup 2016                 | 28 a 30 de outubro de 2016                 | 1º            | 1º            | Mew2King     |
| Smash Summit 3                  | 3 a 6 de novembro de 2016                  | 1º            | 1º            | Mew2King     |
| GENESIS 4                       | 20 a 22 de janeiro de 2017                 | 1º            | 1º            | Android      |
| Smash Summit - Spring 2017      | 3 a 5 de março de 2017                     | 1º            | 1º            | Mew2king     |
| Frame Perfect Series 2          | 17 a 19 de março de 2017                   | —             | 1º            | Mew2king     |
| Smash Summit 6                  | 3 a 5 de maio de 2018                      | 2º            | 1º            | Leffen       |
| Super Smash Con 2018            | 9 a 12 de agosto de 2018                   | 1º            | 2º            | Android      |